# Reedcontact

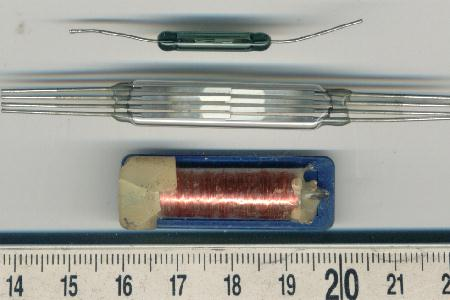
Een reedrelais en reedcontacten

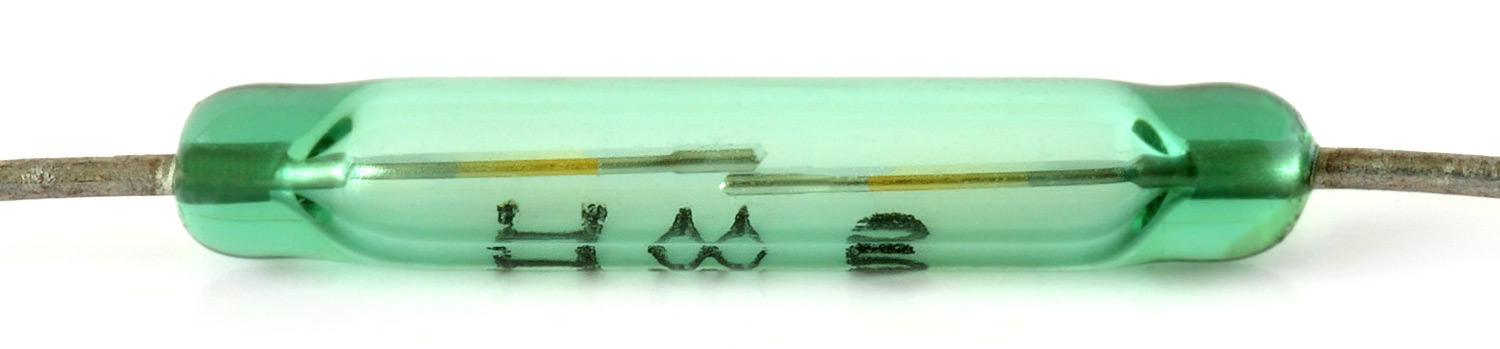
Een reedcontact

Een reedcontact of reedschakelaar is een elektrisch schakelcontact in een glazen buisje dat bediend wordt door een magnetisch veld, afkomstig van een permanente magneet of van een spoel waardoor een stroom loopt.

## Beschrijving
Het contact bestaat uit een hermetisch gesloten glazen buisje waarin twee of meer smalle metalen 'tongen' zijn ondergebracht. Deze zijn zo geplaatst dat de uiteinden elkaar overlappen maar net niet raken. Komt er een magneet in de buurt dan worden de tongen wederzijds aangetrokken en brengen zo een elektrisch contact tot stand. Wordt de magneet verwijderd, dan springen de contacten weer in hun oorspronkelijke stand terug. Het buisje is gevuld met een edelgas, zodat bij het schakelen van stromen de schakelcontacten niet inbranden; er kunnen immers geen of nauwelijks vonken ontstaan. Reedcontacten worden meestal gebruikt voor het schakelen van stuurstromen, dus niet voor grote vermogens.
Een reedcontact kent een hoge toelaatbare schakelfrequentie, tot 300 Hz, iets wat de meeste mechanische schakelaars niet kunnen bereiken. Reedcontacten zijn beschikbaar voor kleine (30 V DC - 0,01 A) tot grote (7500 V DC - 0,2 A) spanningen.
Bij gebruik van een reedcontact heeft men te maken met hysterese. Dat betekent dat er een iets groter magnetisch veld nodig is om de schakelaar te sluiten, dan om de gesloten contacten gesloten te houden.

## Uitvoering

### Schakelaar
Behalve de veel toegepaste reedschakelaar met maakcontact, kan deze ook zijn uitgevoerd met een breek- of een wisselcontact. Of een reedcontact een maak- of breekcontact heeft, wordt aangeduid met NO of NC. 'NO' betekent normally open en duidt aan dat het contact in normale, niet geactiveerde toestand open is. 'NC' betekent normally closed, wat aangeeft dat het contact in ongeactiveerde staat gesloten is. Het type 'NC' betekent dus gesloten bij afwezigheid van een magnetisch veld.

### Relais
Wanneer het reedcontact wordt geschakeld door middel van een spoel, dan spreekt men van een relais of reedrelais. Het reedcontact is hierbij omgeven door een kleine spoel, waarmee de schakelaar kan worden bediend. Met een kleine stroom kan een (veel) grotere stroom geschakeld worden. Het glazen buisje met daaromheen een spoel gewikkeld, kunnen samen ondergebracht zijn in een dual in-line (DIL)-behuizing. Er zijn DIL's met meerdere reedcontacten en een spoel in één behuizing. Eventueel kan nog een magnetische afscherming zijn aangebracht zodat de reedcontacten niet door magnetische velden van buitenaf te schakelen zijn.

## Betrouwbaarheid
Reedschakelaars zijn gemakkelijk in gebruik, bezitten een hoge graad van nauwkeurigheid en hebben een lange levensduur. Doordat de contacten in een volledig gesloten omhulling zitten, kunnen deze niet oxideren of vuil worden. Een microschakelaar of een optical switch zijn in dat opzicht minder betrouwbaar omdat ze inwendig kunnen vervuilen. Een reedcontact kan worden toegepast op plaatsen waar agressieve of explosieve stoffen aanwezig zijn. Omdat eventuele vonkjes van de contacten binnen de behuizing blijven, kunnen ze bovendien worden gebruikt in een omgeving met brandgevaarlijke stoffen.
Een nadeel is dat de glazen behuizing kan breken. Ook kunnen de contacten binnenin doorbranden als er een te grote stroom doorheen gaat.

## Toepassing
Een reedschakelaar wordt dikwijls gebruikt bij contactgestuurde alarmsystemen. Deze installaties worden meestal uitgevoerd met schakelaars die in serie zijn geschakeld. De achter elkaar geschakelde contacten vormen een gesloten keten, waarbij het alarm wordt geactiveerd als de keten wordt onderbroken. De reedschakelaars die men hierbij gebruikt zijn doorgaans van het 'NO'-type, in de toestand 'geen-alarm' wordt het contact ervan door de bijbehorende magneet gesloten gehouden. Het voordeel van dit gesloten systeem is dat bij een breuk in de bedrading, of als ermee geknoeid is het alarm ook in werking zal treden. In de praktijk zit het reedcontact bijvoorbeeld in een deurpost verborgen, dikwijls afgeschermd door een plaatje. In de deur zelf zit dan een kleine magneet. Bij een deur die dicht is zorgt de magneet voor een gesloten reedcontact. Bij het openen van de deur zal de afstand tussen magneet en reedschakelaar steeds groter worden, het magnetische veld wordt uiteindelijk te zwak: het contact zal hierdoor openen, met als gevolg dat het alarm in werking wordt gesteld.
De kleine uitvoering kan bij modeltreinen tussen de rails gemonteerd worden. Door een magneetje onder een locomotief of wagon te plaatsen kunnen zodoende wissels, spoorbomen enzovoorts bediend worden. Ook de sensor van fietscomputers en elektronische stappentellers werkt meestal met behulp van een reedcontact.
Bij de besturing van liften wordt veel gebruikgemaakt van reedcontacten: bijvoorbeeld voor het positioneren van de liftkooi en het tellen van de etages; de bistabiele uitvoering wordt hier veel gebruikt, deze wordt door de zuidpool van een magneet ingeschakeld en door de noordpool ervan uitgeschakeld.